# Ślepy strach (film)
Ślepy strach (ang. Blind Fear) – kanadyjsko-amerykański dreszczowiec z 1989.

## Opis
Prowincjonalny hotel „White River” ulega likwidacji. Rozpoczyna się remont. Niewidoma od 14 roku życia młoda telefonistka Erika Breen (w tej roli Shelley Hack) z wyraźnym żalem odmawia noclegu klientowi. Policjant stanowy Cal (Ron Lea), który podkochuje się w Erice, skończył właśnie służbę. Tymczasem trójka bandytów: rudowłosa Marla (Heidi von Palleske), wyrachowany strzelec Ed (Kim Coates) i posłuszny wykonawca Bo (Jack Langedijk) przygotowuje na autostradzie napad na furgon wiozący milion dolarów. Ich poczynania obserwuje przez lornetkę szef, Heinemann (Géza Kovács). Ed przestrzeliwuje opony ciężarówki. Dwaj strażnicy zostają wyrzuceni z samochodu, skuci kajdankami i na wszelki wypadek zastrzeleni w rowie. Bandyci zabierają forsę i uciekają czarnym chevroletem z miejsca zbrodni. Zbliża się noc. Policja zostaje postawiona na nogi. Rabusie porzucają samochód w lesie i udają się pieszo w stronę byłego hotelu „White River”. W rozpadającym się budynku, który ma trzy kondygnacje, piwnicę i strych, pozostaje Erica i jej stary przyjaciel, Lasky (Jan Rubes). Gdy Marla, Ed i Bo wdzierają się do środka, Heinemann czai się na zewnątrz. Erika okazuje się jednak twardsza, niż się spodziewano.

## Realizacja
Ślepy strach rozgrywający się głównie w nocy, nawiązujący do fabuły amerykańskiego dreszczowca Terence’a Younga Doczekać zmroku z 1967. Opowiada historię młodej niewidomej kobiety – granej przez Shelley Hack, jednej z Aniołków Charliego – która próbuje pokrzyżować plany grupy zbiegów, którzy opanowali zajazd, w którym pracuje.
Zanim Ślepy strach trafił na kasety VHS, był wyświetlany w kinach w Montrealu, Toronto i Calgary. Podobnie jak w wielu filmach tego gatunku, kręconych w Quebecu w tamtym czasie, obsada składała się głównie z Amerykanów lub anglojęzycznych Kanadyjczyków (Jan Rubeš, Kim Coates), a Montreal i inne miejsca kręcenia filmu były maskowane jako niezidentyfikowane lokalizacje północnoamerykańskie. We Francji przetłumaczono go jako znacznie bardziej dosadny Świadek Zabójstwa. W niektórych krajach europejskich film został wydany pod tytułem Długa, ciemna noc, tymczasowym tytułem używanym podczas produkcji.

## Opinie
„Lepiej niż się spodziewałem. Shelley Hack jest świetna!” – napisał w portalu Letterboxd w komentarzach Joe Randazzo. 
„Film okazał się całkiem dobry, mimo że postacie były raczej banalne” – podsumował Phil Davies Brown w portalu Horror Asylum. 